# Francisco Garrigós
Francisco Garrigós Rosa, född 9 december 1994 i Móstoles, är en spansk judoutövare. Han tävlar i 60 kg-klassen och har tagit ett VM-guld (2023) samt tre EM-guld (2021, 2022 och 2024).

## Karriär

### 2013–2016
Garrigós tävlar i 60 kg-klassen. I september 2013 tog han brons vid junior-EM i Sarajevo. Ett år senare tog Garrigós guld vid junior-VM i Bukarest. Månaden därpå tog han även guld vid junior-VM i Fort Lauderdale efter att ha besegrat mongoliska Tsend-Ochiryn Tsogtbaatar i finalen.
I maj 2015 tog Garrigós brons vid Grand Prix i Zagreb. I juli 2016 tävlade Garrigós för Spanien vid olympiska sommarspelen 2016 i Rio de Janeiro, där han blev utslagen i den andra omgången i extra lättvikt. I oktober 2016 tog Garrigós guld vid Grand Slam i Abu Dhabi efter att ha besegrat brasilianske Eric Takabatake i finalen.

### 2017–2019
I juni 2017 tog Garrigós guld vid Grand Prix i Cancún efter att ha besegrat brasilianske Phelipe Pelim i finalen. I oktober 2017 tog han brons vid Grand Slam i Abu Dhabi. I december 2017 tog Garrigós silver vid World Masters i Sankt Petersburg efter en finalförlust mot japanske Ryuju Nagayama. I juni 2018 tog han guld vid medelhavsspelen i Tarragona efter att ha besegrat tunisiske Fraj Dhouibi i finalen. I oktober 2018 tog Garrigós silver vid Grand Slam i Abu Dhabi efter en finalförlust mot georgiske Amiran Papinasjvili.
I juni 2019 tog Garrigós silver vid europeiska spelen i Minsk efter en finalförlust mot georgiske Lukhumi Chkhvimiani. I oktober 2019 tog han brons vid Grand Slam i Brasília. Följande månad tog Garrigós vid Oceania Open i Perth efter att ha besegrat brittiske Ashley McKenzie i finalen. I december 2019 tog han silver vid World Masters i Qingdao efter en finalförlust mot japanske Ryuju Nagayama.

### 2020–2022
I november 2020 tog Garrigós brons vid EM i Prag. I april 2021 tog han sitt första EM-guld vid EM i Lissabon efter att ha besegrat franske Luka Mkheidze i finalen. I juni 2021 tog han brons vid VM i Budapest. Följande månad tävlade Garrigós vid OS i Tokyo, där han blev utslagen i åttondelsfinalen i extra lättvikt av franske Luka Mkheidze.
I april 2022 tog Garrigós brons vid Grand Slam i Antalya. Samma månad tog han sitt andra raka EM-guld vid EM i Sofia efter att ha besegrat bulgariske Yanislav Gerchev i finalen. I juni 2022 vid medelhavsspelen i Oran tog Garrigós sitt andra raka guld efter att ha besegrat tunisiske Fraj Dhouibi precis som vid finalen 2018.

### 2023–
I januari 2023 tog Garrigós silver vid Grand Prix i Almada efter en finalförlust mot japanske Yamato Fukuda. Följande månad tog han även silver vid Grand Slam i Tel Aviv efter en finalförlust mot franske Luka Mkheidze. I maj 2023 tog Garrigós sitt första VM-guld vid VM i Doha efter att ha besegrat uzbekiske Dilshodbek Baratov i finalen.